# Politique énergétique
La politique énergétique est la politique adoptée par une entité vis-à-vis de la gestion de l'énergie. Elle a notamment une dimension géopolitique.